# کوجی کاشین
کوجی کاشین (به ژاپنی: 果心居士 Koji Kashin)؛ تولد ۱۵۲۴ – مرگ ۱۵۸۴) یک شخصیت فولکلور/افسانه‌ای ژاپنی از یک شعبده‌باز اواخر دوره موروماچی بود. داستان‌هایی از او در حال انجام جادو قبل از اودا نوبوناگا، تویوتومی هیده‌یوشی، آکچی میتسوهیده و دیگران وجود دارد، اما تاریخی بودن او زیر سؤال می‌رود.